# Francisco Marmolejo
Francisco Marmolejo (nacido en 1961 en Ojuelos de Jalisco) es un académico mexicano residente en Doha, Catar en donde se desempeña como Presidente de la División de Educación Superior de la Fundación Catar para la Educación, la Ciencia y el Desarrollo de la Comunidad (en inglés Qatar Foundation). Hasta comienzos del 2020 fue el Especialista Principal de Educación Superior en el Banco Mundial para India y Asia del Sur, con base en Delhi, India. De 2012 a 2018 fungió como Coordinador Global de Educación Superior desde la sede del Banco Mundial en Washington D. C. Entre 1995 y 2012 fungió como director ejecutivo del Consorcio para la Colaboración de la Educación Superior en América del Norte (CONAHEC) y desde 2006 como Vicerrector Asistente de Programas del Continente Americano en la Universidad de Arizona. En esta institución fue además Investigador Afiliado en el Centro de Estudios de la Educación Superior y Académico Adjunto en el Centro de Estudios Latinoamericanos.
Ha sido Vicerrector Académico y Vicerrector de Administración y Finanzas en la Universidad de las Américas en México. 
Es egresado de la Universidad Autónoma de San Luis Potosí (UASLP) en la que estudió la licenciatura en administración agropecuaria y la Maestría en Administración.
En 1994 fue el primer mexicano seleccionado para servir como Académico del Consejo Estadounidense de la Educación Superior (ACE), habiendo tenido una estancia sobre liderazgo académico en la Universidad de Massachusetts.
Es o ha sido miembro de diversos consejos consultivos y asesores de universidades y organizaciones entre los que destacan la UANL, la UASLP, la Universidad de Guadalajara, el Consorcio CUMEX de Universidades Mexicanas y la Asociación Mexicana para la Educación Internacional (AMPEI). Ha sido además miembro de la Comisión de Asuntos Internacionales en el Consejo Estadounidense de la Educación (ACE) y del Consejo Directivo de NAFSA: Association of International Educators.
Participa activamente en foros internacionales impartiendo conferencias y talleres sobre internacionalización y educación en el contexto global y es autor de artículos especializados y capítulos de libros. Es miembro del Consejo Editorial de diversas revistas especializadas en temas de educación superior, asuntos internacionales y administración.
En su calidad de Experto de la OCDE y del Banco Mundial ha sido parte de equipos de evaluación de sistemas de educación superior en Europa, América Latina, Asia y África.
La UASLP le otorgó en el año 2014 el doctorado honoris causa, siendo el primer egresado de esta institución en recibir tal distinción. Asimismo la Universidad de Guadalajara le otorgó en 2017 el doctorado honoris causa.